# Прометеїзм

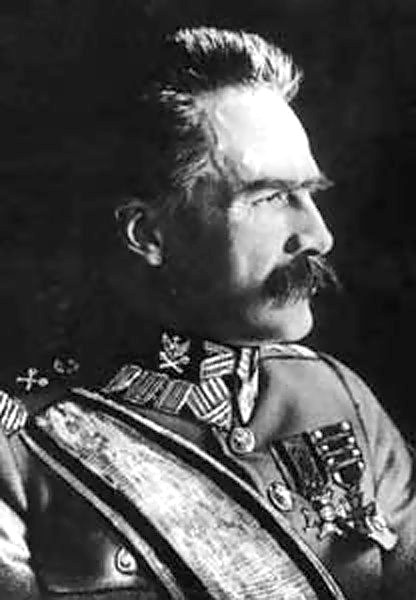
Юзеф Клеменс Пілсудський — ідеолог прометеїзму

Прометеїзм (пол. Prometeizm) — очолюваний міжвоєнною Польщею рух діаспорних політичних організацій народів колишньої Російської імперії задля спільної боротьби проти СРСР за створення своїх національних держав.
Ключову роль у формуванні руху відіграв політичний діяч Юзеф Пілсудський, який пізніше став главою Другої Польської республіки. Прометеїзм був комплементарним проектом ідеї федерації «міжмор'я» (пол. Międzymorze).
Прометейський рух виник значною мірою завдяки діяльності Уряду УНР у вигнанні, що діяв у Варшаві та Парижі. Його підтримували такі еміграційні уряди: грузинський (Париж), азербайджанський (Стамбул), кубанський (Прага), донський (Прага), кавказький (Стамбул), вірменський (Париж), кримський, ідель-уральський і туркестанський (Стамбул, Париж, Варшава). Також осередки прометейського руху розміщувалися у Тегерані, Берліні, Гельсінках і Харбіні. Продовженням концепції прометеїзму великою мірою було створення Антибільшовицького блоку народів.

## Історія

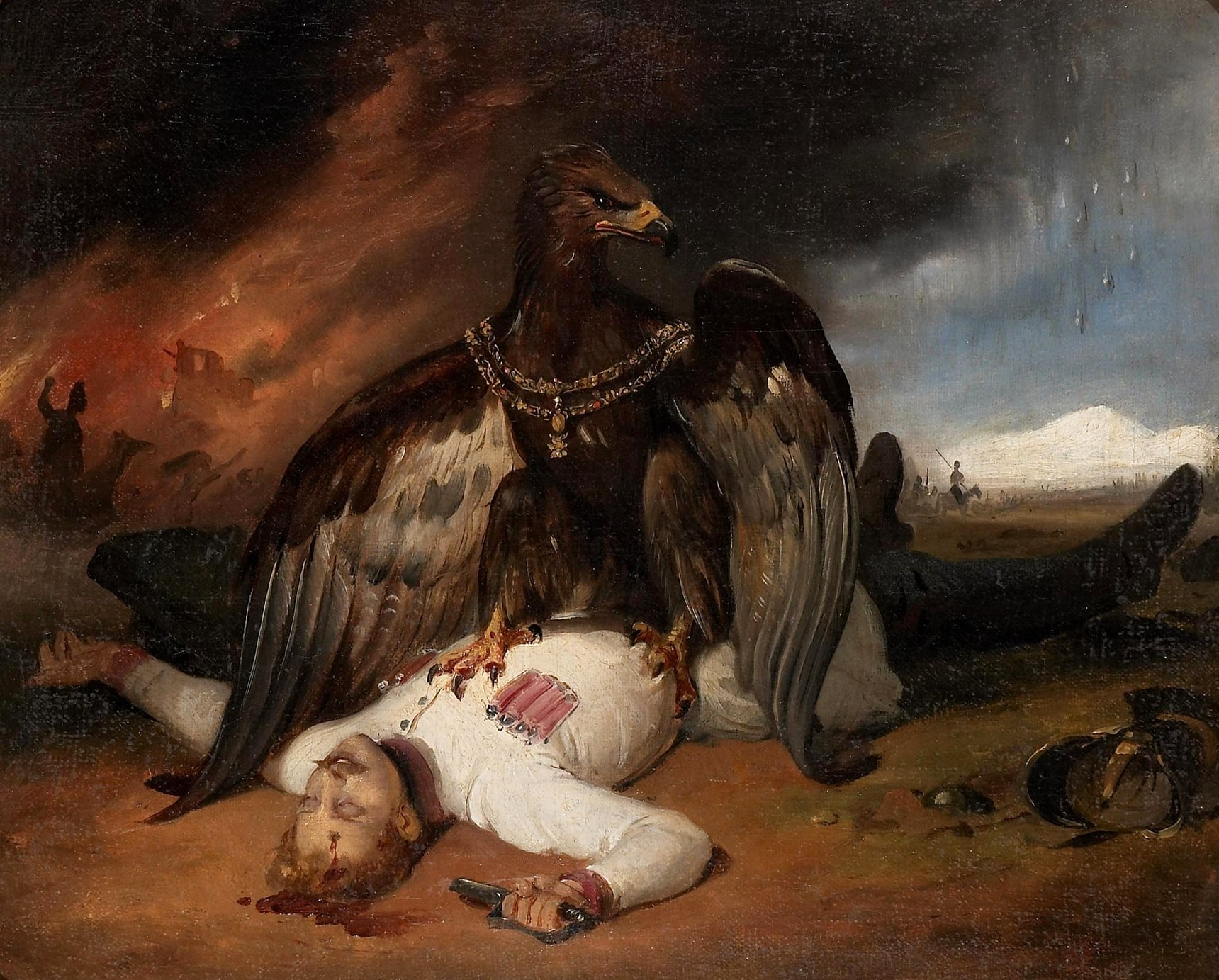
Польський Прометей, Орас Верне

Після краху Речі Посполитої у 1795 р., коли вона була поділена між Росією, Австрією та Пруссією, поляки пережили велике потрясіння, але й одночасно великий духовно-патріотичний підйом, що особливо проявився в еміграції у Франції. У цей період прометеїзм став ідеєю бунту проти іноземних поневолювачів. Польща, як титан Прометей, повстала проти поневолювачів і закликала до національно-визвольної боротьби народи, які перебували під гнітом Російської імперії. У польській політичній думці вперше ідеї прометеїзму прозвучали в книзі Юзефа Павліковського, виданій у 1800 р. Саме він як ідеолог повстання під проводом Тадеуша Костюшка 1794 р., висунув ідею, що одним зі шляхів відродження незалежної Польщі було б пробудження відцентрових тенденцій народів царської Росії, а передусім козацтва й України.
Після поразки польських повстань у Парижі діяла організація «Отель Ламбер», яка намагалася об'єднати поляків, українців, козаків та народи Кавказу у спільній боротьбі проти імперії. У Туреччині вів діяльність Михайло Чайковський. У ті ж роки симпатії діячів українського руху до антиімперської боротьби народів Кавказу проявилися у творах Шевченка («Кавказ», де фігурує образ Прометея) та Леоніда Глібова («Полонений черкес»). На початку XX століття була створена ціла низка організацій в Російській імперії та на еміграції, які займалися налагодженням співпраці між національними рухами: Союз автономістів, Союз народів, Бюро народів Росії Дмитра Донцова, Ліга інородницьких народів Росії, Союз малих народів Поволжя.

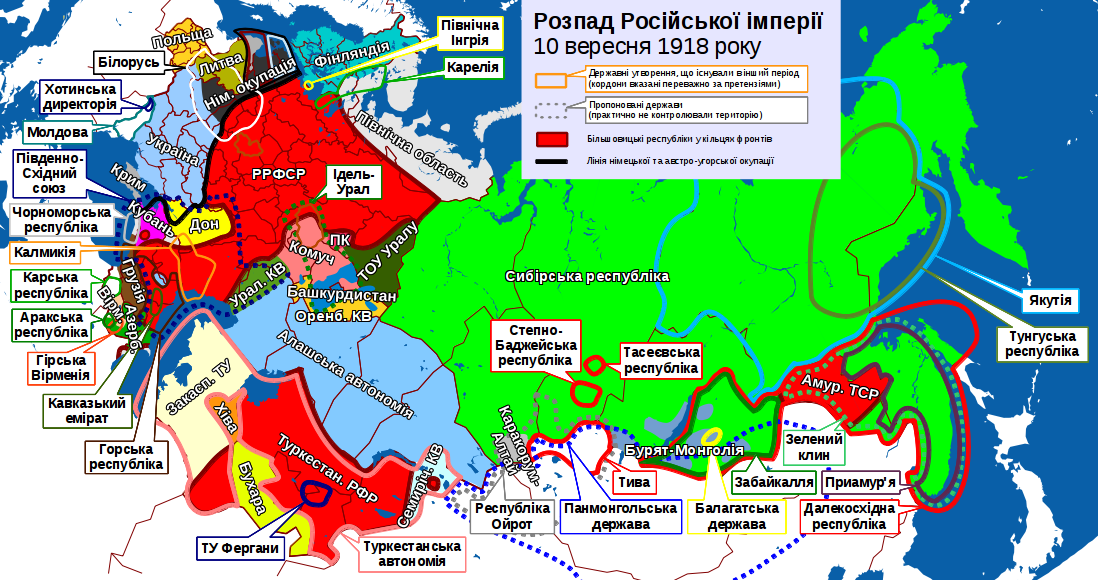
Новоутворені держави колишньої Російської імперії

Після лютневої революції в Києві Михайло Грушевський зібрав З'їзд поневолених народів Росії на підтримку своєї програми федералізації Росії, а у Польщі першим передвісником прометейського руху став Союз зближення відроджених народів.
У 1926 році в Парижі була заснована організація «Прометей» («Прометей»), до складу якої увійшли представники Азербайджану, Донських козаків, Грузії, Ідель-Уралу, Іжорії, Карелії, Комі, Криму, Кубані, Північного Кавказу, Туркестану і України. На цей рух працювали Східний інститут у Варшаві і Науково-дослідний інститут Східної Європи у Вільно.

## Діяльність у Парижі

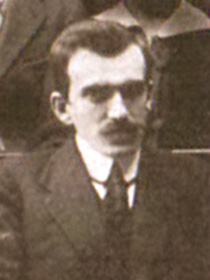
Олександр Шульгин — головний редактор ревю «La Revue de Prométhée»

Крім товариства «Прометей», у Парижі діяло товариство «France-Orient», засноване Яном Токаржевським-Карашевичем, а також Комітет дружби народів Кавказу, Туркестану та України.
Діяльність товариств полягала у розповсюдженні інформації, організації зустрічей і доповідей. Французькою мовою було видано два часописи: «Prométhée» (1926−1938) і «La Revue de Prométhée» (1938−1940). Також члени прометейського руху писали статті до провідних журналів.
Головними діячами паризького руху були: В'ячеслав Прокопович, Олександр Шульгин, Ян Токаржевський-Карашевич, Ное Жорданія, Мустафа Шокай та інші.

## Діяльність у Варшаві
Однією із багатьох організацій, які повстали за діяльності прометейського руху у Варшаві, був Східний інститут у Варшаві. Ця організація активно співпрацювала із Науково-дослідним інститутом Східної Європи у Вільно, однак в останньому діяльність обмежувалася підготовкою офіцерів II відділу та фінансовою підтримкою інституту.
Головними діячами руху в Варшаві були Роман Смаль-Стоцький (багаторічний голова клубу «Прометей»), Володимир Сальський (голова української секції), Шандрук Павло Феофанович, Георгій Накашидзе, Михайло Фролов, Ісхакі Гаяз.
Починаючи з 1930-х років, розпочався занепад прометейського руху в Польщі. Головними причинами занепаду було підписання пакту про неагресію із СРСР, смерть кількох провідних діячів (Ной Рамішвілі, Тадеуш Голувко), смерть у 1935 році маршалка Юзефа Пілсудського (значно підтримував прометейську концепцію), світова економічна криза, прихід по влади у Німецькій державі Адольфа Гітлера, створення осі Берлін-Рим-Токіо.

## Спадщина прометеїзму
По завершенню Другої світової війни колишніми учасниками руху робилися спроби відродити прометейський рух: українцями — в Мюнхені, поляками — в Лондоні. Однак через українсько-польський конфлікт під час Другої світової та зосередження політичного життя в повоєнній українській еміграції в руках фракцій ОУН відродження прометеїзму не відбулося. Натомість під керівництвом ОУН(б) був створений Антибільшовицький блок народів. Окремою групою стояла козацька та калмицька еміграція, що продовжувала традиції Комітету визволення народів Росії. Під час розпаду СРСР була утворена Організація непредставлених націй та народів.